# Bitva o Kyjev (2022)
Bitva o Kyjev byla vojenským střetnutím mezi Ruskem a Ukrajinou o ukrajinské hlavní město Kyjev jako součást kyjevské ofenzívy během ruské invaze na Ukrajinu. Trvala od 25. února, kdy ruská armáda dobyla letiště Hostomel severozápadně od města, do 31. března 2022, kdy ukrajinská armáda po rozsáhlém protiútoku vytlačila ruské jednotky západně i východně od Kyjeva. Do 2. dubna Ukrajinci získali kontrolu nad celou Kyjevskou oblastí.
Rusové se již v úvodních hodinách invaze pokusili za pomocí výsadkářů obsadit strategické letiště Hostomel poblíž Kyjeva, odtud vést bleskový útok na hlavní město, kde zároveň působili proruští sabotéři, a obsadit klíčové instituce, což by výrazně zkomplikovalo efektivní odpor ukrajinských obránců. Po neúspěchu této operace se ruská armáda opakovaně pokusila Kyjev obklíčit, ovšem vlivem nedostatku sil v západním úseku a pomalého postupu ze severu od Černihivu a východu od Sum se jí to nepodařilo. Těžké ztráty a problémy s logistikou nakonec vedly k utlumení útočných operací na ruské straně a úspěšnému ukrajinskému protiútoku.
Ukrajinské vítězství v bitvě u Kyjeva bylo klíčovou událostí první fáze války. Obránci tím dosáhli nejen významného vojenského, ale i symbolického vítězství. Ústup ruské armády a odhalení masových hrobů v Buči jen pár kilometrů od Kyjeva zároveň znamenaly obrat v politice Západu. Představitelé Spojených států deklarovali snahu Rusko nejen porazit, ale i výrazně oslabit, aby nebylo schopné agresi zopakovat v budoucnu. To se projevilo i na zvýšených dodávkách těžkých zbraní Ukrajině.

## Pozadí
Kyjev, ukrajinské hlavní město, které před ruskou invazí mělo takřka 3 miliony obyvatel, je zároveň klíčové politické a hospodářské centrum země a důležitý dopravní uzel.
Přestože ruský prezident Vladimir Putin ve svém projevu na počátku invaze hlavní cíle tzv. speciální operace definoval vágně jako demilitarizace a denacifikace Ukrajiny, pravděpodobným cílem bylo dobytí Kyjeva a dosazení loutkové proruské vlády. Dle Kamila Galeeva Rusové nepočítali s rozsáhlejším odporem, a proto útok naplánovali po vzoru operace Dunaj (invaze vojsk Varšavské smlouvy do Československa v roce 1968) s riskantním výsadkem na nedalekém letišti Hostomel.
Navzdory faktu, že se Ukrajinci v hlavním městě již týdny dopředu připravovali, i vzhledem k předpokladu ruské invaze omezené pouze na východ Ukrajiny nebyly vybudovány v okolí hlavního města žádné opevněné obranné pozice.
Západní zpravodajské služby, které správně předvídaly ruskou invazi, očekávaly pád Kyjeva do dvou dnů.

## Bitva

### Ukrajinská obrana

#### Ukrajinské plány
Odpovědnost na ukrajinské straně za obranu Kyjeva nesl generál Oleksandr Syrskyj, který rozdělil dostupné síly na dvě části, z nichž jedna měla držet obranné linie před hranicemi města a druhá přímo ve městě. Z regulérních vojenských jednotek měl přitom k dispozici pouze 72. mechanizovanou brigádu.

#### Zformování civilní obrany

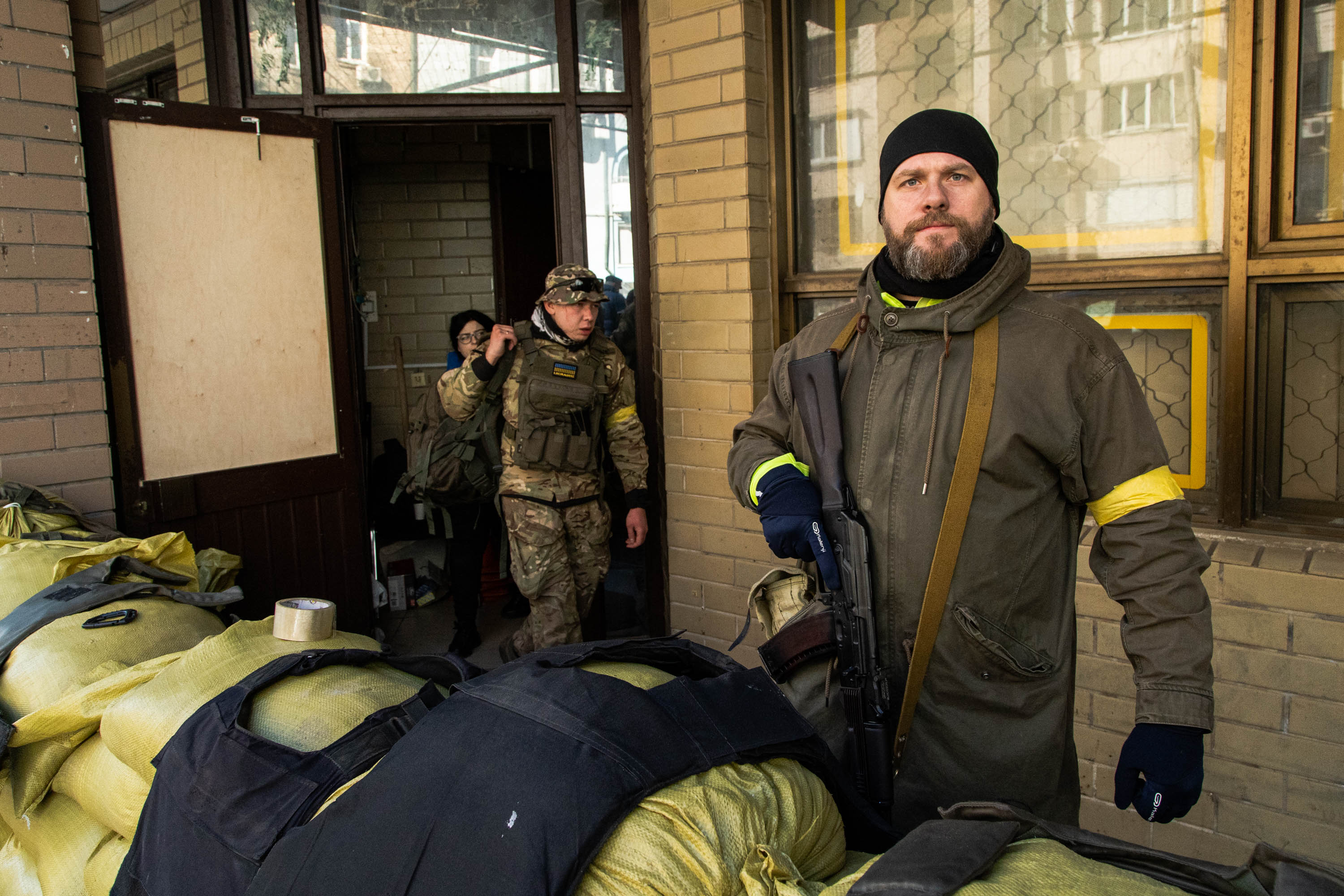
Ozbrojení civilisté v Kyjevě, 25. únor

Zahájení ruské invaze vyvolalo rozsáhlé zapojení civilního obyvatelstva do obrany města. Ukrajinský prezident Volodymyr Zelenskyj obyvatele vyzval, aby na ruský útok odpověděli Molotovovými koktejly; mezi občany bylo rozdáno 18 000 kusů ručních zbraní. Byly povolány také Teritoriální obranné síly, které jsou obvykle využívány jako záložní.
K obraně města se zbraní v ruce se kromě starosty a bývalého slavného boxera Vitalije Klička přihlásil i jeho bratr Vladimir, který vstoupil do zálohy o několik měsíců dříve, nebo bývalý ukrajinský prezident Petro Porošenko. 26. února Ukrajinský ministr vnitra Denys Monastyrskyj uvedl, že dobrovolníci v Kyjevě dostali více než 25 000 útočných pušek, granátomety, odpalovací zařízení a asi 10 milionů nábojů.

### Ruský útok

#### Krach bleskové války
Klíčovým střetnutím pro osud Kyjeva těsně po začátku invaze byla bitva o letiště Hostomel, které se již během 24. února 2022 pokusili obsadit ruští výsadkáři. Ukrajinci, kteří v oblasti neměli vybudované statické obranné pozice, se sice vyhnuli systematickým ruským vzdušným útokům proti obráncům, zároveň však hráli o čas, který potřebovali ke zformování obrany severozápadně od města a přísun posil. Rozhodujícím byl v tomto ohledu tuhý ukrajinský odpor a poškození přistávací plochy v Hostomeli, které zdržely ruský postup do 25. února. Ukrajinští obránci vyhodili do povětří strategicky významné mosty přes řeku Irpin a oblast zatopili, čímž výrazně zkomplikovali další postup.
Ruské síly se však nedokázaly poučit z chyb v úvodu invaze a jejich prvosledové jednotky v blízkosti Kyjeva kvůli nízké morálce, absenci rozhodování na nižších úrovních a vyčkávání na doplnění paliva a dalších zásob zůstávaly statické, čímž se stávaly snadným cílem pro ukrajinské drony jako Bayraktar TB2 nebo dělostřelectvo. Kvůli nedostatečnému vybavení a tréninku byli Rusové častým terčem útoků i během noci. Ruské jednotky se navíc kvůli podmáčenému terénu a nedostatečné infrastruktuře v trase postupu musely v kolonách držet zpevněných cest, kvůli čemuž byly zranitelné vůči přepadům ukrajinských sil, vybavených velkým množstvím ručních protitankových zbraní jako Javelin nebo NLAW, ale především aktuálními informacemi o bojišti dodávanými armádami NATO.

#### Ruské diverzní útoky
Do Kyjeva s cílem vyvolat chaos od začátku invaze opakovaně pronikali ruští sabotéři v rozporu s mezinárodním právem v ukrajinských uniformách. Po celý 25. únor byla v několika částech města slyšet střelba, kterou ukrajinští představitelé označili za důsledek střetů s ruskými jednotkami. V atmosféře strachu se množily případy, kdy byli ukrajinští civilisté mylně považováni za sabotéry. Zároveň se šířily fámy o údajném útěku či smrti prezidenta Zelenského, které však následně rozptýlilo video natočené před kyjevskými vládními budovami na mobil: "Všichni jsme zde. Členové kabinetu - zde. Prezident - zde. Naši vojáci - zde. Občané - zde. Braňme spolu svou nezávislost," prohlásil v doprovodu dalších vrcholných ukrajinských představitelů sám Zelenskyj, čímž zároveň posílil odhodlání obyvatelstva pokračovat v obraně.
Ukrajinští představitelé následně deklarovali zabití přibližně 60 ruských sabotérů v prvních dvou dnech invaze. Boje v ulicích Kyjeva probíhaly i nadále a obyvatelé byli varováni, aby se vyhýbali oknům a balkonům. Byl prodloužen zákaz vycházení od 17:00 do 8:00 hodin (dříve platil od 22:00 do 7:00 hodin). Civilisté, kteří neuposlechli a setrvávali na ulicích, měli být považováni za členy sabotážních nebo průzkumných skupin.
Brzy ráno 27. února došlo v Kyjevě k dalším střetům s ruskými sabotéry. Místní představitelé tvrdili, že Kyjev byl do rána plně pod kontrolou ukrajinských sil. Ukrajinské síly o den později zastřelily izraelsko-ukrajinského občana, kterého mylně považovaly za čečenského příslušníka ruské armády.

#### Postup hlavních ruských sil
Ruská armáda již první den invaze bez většího odporu obsadila Černobyl a přilehlou uzavřenou zónu černobylské jaderné elektrárny a následně postupovala na Ivankiv a Dymer, o které od 25. února svedla s Ukrajinci bitvu. Prvosledové ruské jednotky však Ivankiv, kde narazily na ukrajinský ozbrojený odpor a staly se terčem přepadů, obešly a pokračovaly směrem na Kyjev. Přestože část útočících sil v čele s policejními jednotkami OMON dosáhla 25. února letiště v Hostomeli, které pomohla ruským výsadkářům obsadit, ukrajinský odpor v týlu brzdil přesun hlavních ruských sil ke Kyjevu. Přestože Ukrajina západně od hlavního města nedisponovala prakticky žádnou obranou, časová prodleva umožnila obráncům zaujmout pozice západně od Kyjeva podél řeky Irpiň, jež tvořila významnou přírodní překážku.
Následujícího dne se Rusům zřejmě prostřednictvím speciálních jendotek nepodařilo obsadit město a letiště Vasylkiv jihozápadně od Kyjeva, kde Ukrajinci hlásili neprokázaný útok výsadkářů. Předsunuté síly v Hostomeli stále vyčkávaly na posily, které by jim umožnily zaútočit na hlavní město. Podle britského ministerstva obrany se však většina ruských sil nacházela ještě 30 km od centra Kyjeva. Boje se přesunuly do měst Hostomel a Buča.
Dne 27. února se Rusové poprvé pokusili zaútočit hlavními silami na Kyjev. Do té doby však Ukrajinci vyhodili do vzduchu většinu mostů přes řeku Irpiň i Kozarovyčskou přehradu, což dramaticky zkomplikovalo ruské snahy o překonání řeky. Kyjevský starosta Vitalij Kličko následně nesprávně prohlásil, že město je obklíčeno, jeho vyjádření pak bylo korigováno mluvčím. Rusové sice vstoupili do Boroďanky, ale v Buči a Irpini byli zastaveni.
Rusové se ke Kyjevu snažili postupovat i ze severovýchodu, kde jim však v postupu bránil tuhý odpor Ukrajinců v Černihivu, a východu od Sum. Část jednotek obě města obešla, ale i kvůli velké vzdálenosti a operační pauze ve dnech 26.-27. února se zde Rusové nedokázali zapojit do útoku na hlavní město.

#### Vzdušná válka
Rusové navzdory své snaze nedokázali potlačit ukrajinské letectvo, které se soustředilo zejména na kontrolu vzdušného prostoru poblíž hlavního města. Úspěchy ukrajinských stíhacích letců s letouny Mig-29 a Su-27 poblíž Kyjeva daly vzniknout legendě o tzv. "Kyjevském přízraku", označovaném též jako "Duch Kyjeva", smyšleném ukrajinském leteckém esu. Ztráty však v úvodních dnech zaznamenali i Ukrajinci, kteří například 25. února přišli nad městem o stroj Su-27, který po sestřelu narazil do obytného domu.

### Ruské snahy o obklíčení

#### Západní sektor
Po neúspěchu rychlého úderu byly ruské jednotky zastaveny ještě před Kyjevem. Rusové vyčkávali na příchod posil a doplnění zásob a paliva. Satelitní snímky, pořízené společností Maxar Technologies, na konci února zaznamenaly velkou ruskou kolonu mířící do Kyjeva ze severu, která se nacházela přibližně 39 km od centra Kyjeva. Navzdory pro obránce hrozivému množství techniky se kolona ukázala jako málo variabilní a zranitelná.
Dne 2. března Rusové obnovili útočné operace směřující k obklíčení města, což potvrdil i starosta Kličko. Šéf rozvědky Estonských obranných sil Margo Grosberg odhadl, že postupující ruská kolona dorazí na vnější předměstí Kyjeva nejméně za dva dny a poté se pokusí město obléhat. Následujícího dne Ministerstvo obrany Spojeného království vydalo prohlášení, že v uplynulých třech dnech postupující ruský konvoj učinil „malý znatelný pokrok“.
Rusové sice v následujících dnech postoupili směrem na jih až k obci Byšiv, ale jinak dosáhli jen malých územních zisků a byli odraženi ve Vyšhorodu a Mošunu při snaze o překročení řeky Irpiň. Tvrdé boje probíhaly o město Makariv západně od Kyjeva, nad nímž ani jedna ze stran nedokázala získat úplnou kontrolu.
11. března se ruským silám podařilo po rozsáhlém útoku proniknout přes řeku do Mošunu a zatlačit obránce do lesa, kde následující týden probíhaly tvrdé boje. Ukrajincům se však mezi 19. a 21. březnem podařilo protiútokem ruské jednotky zatlačit zpět na druhý břeh.

#### Východní sektor
Na počátku března zaznamenali Rusové největší postup východně od Kyjeva, kde 4. března prvosledové jednotky dosáhly okraje města Brovary, vzdáleného pouze 20 km od centra Kyjeva. Ruské linie však zůstávaly zranitelné, neboť Ukrajinci i nadále kontrolovali významnější sídla po trase včetně Černihivu a Sum, a Ukrajinci Rusům následně způsobili u Brovar značné ztráty. Ruská armáda se tak nakonec v následujících týdnech ani nepokusila o rozhodný útok na Kyjev z východu. 9. března ruská tanková kolona postupující směrem od Černihivu dosáhla obce Skybyn, kde se však stala terčem ukrajinského přepadu a zastavena.

### Ukrajinský protiútok
Ukrajinci 16.-17. března zahájili proti ruským jednotkám lokální protiútoky. 22. března ukrajinská armáda osvobodila město Makariv a obec Mošun. Zhoršující se logistická situace ruských sil a nedostatek vojáků nakonec po sílícím ukrajinském tlaku na konci března 2022 vedly k ústupu ruských sil od Kyjeva zpět do Běloruska, který byl ruskou stranou prezentován jako "gesto dobré vůle". Do 5. dubna Rusové kompletně opustili Kyjevskou a Černihivskou oblast.
Rusové při ústupu zničili značné množství vlastní moderní techniky, kterou nedokázali stáhnout do zázemí, aby nepadla do rukou Ukrajincům.

## Následky

### Údery na civilní cíle

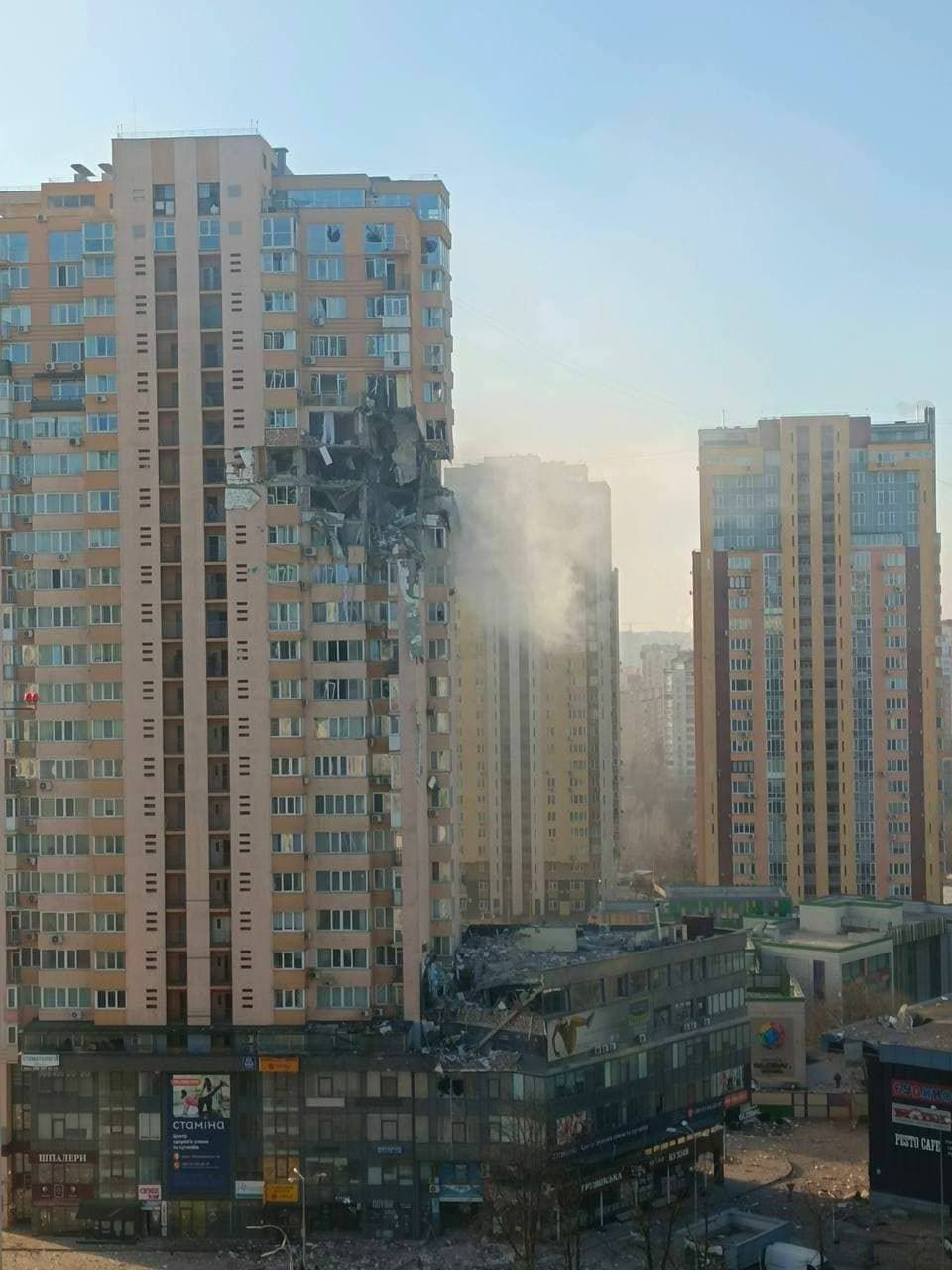
Bytový dům v Kyjevě zasažený ruskou řízenou střelou, 26. února 2022

Ruská armáda opakovaně útočila na civilní cíle v Kyjevě. 27. února ráno dopadla raketa, která explodovala na nádvoří šestnáctipatrové budovy ve čtvrti Troješčina a způsobila požár 7 aut. Podle ukrajinských představitelů byla raketa vypálena ruským strategickým bombardérem z Běloruska.

Dne 28. února ruské ministerstvo obrany obvinilo ukrajinskou vládu, že kvůli rozmístění těžkých zbraní ve městě využívá civilisty v Kyjevě jako živé štíty a vydalo varování pro civilisty, že hodlá zaútočit na ukrajinská radarové zařízení v okolí Kyjeva a že všichni obyvatelé z okolí by měli oblast opustit. Té noci byly na vojenskou základnu v Brovarech vypáleny ruské rakety, které způsobily rozsáhlý požár. Následujícího dne bylo vydáno varování o připravovaném útoku na ukrajinská vysílací zařízení v okolí Kyjeva a všichni obyvatelé z okolí měli oblast opustit. O několik hodin později zasáhla ruská raketa Televizní věž v Kyjevě, přerušila televizní vysílání, zabila pět lidí a pět dalších zranila. Ukrajinské ministerstvo zahraničí nálet odsoudilo. Pamětní centrum holokaustu Babí Jar potvrdilo zprávy, že druhá raketa zasáhla nedaleký památník masakru v Babím Jaru. Ruské ostřelování dále zasáhlo čtvrti Rusanivka a Kurenivka a města Bojarka a Vyšneve a také oblast kolem kyjevského mezinárodního letiště.

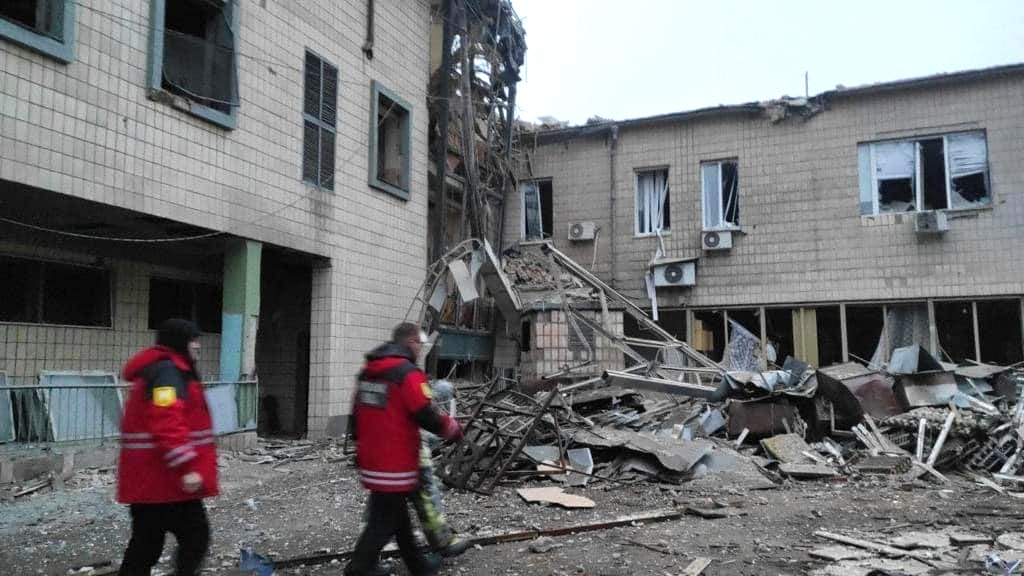
Budova v Kyjevě zničená ruským ostřelováním

2. března úlomky ruské rakety dopadly na železniční stanici Kyjiv-Pasažyrskyj a poškodily hlavní teplovod. Následný výbuch způsobil na nádraží menší škody. 3. března list The New York Times odhadl, že se v městském metru před bombardováním ukrývá přes 15 000 lidí. Nová vlna ostřelování o den později zasáhla centrum Kyjeva včetně čtvrti Borščahivka. Vyšetřování CNN na základě videí ze sociálních sítí zachycujících následky raketových úderů ukázalo, že nálety zasáhly obchodní centrum a mnoho vícepodlažních budov v západní části města.
Dle starosty Klička město v prvních zhruba dvou týdnech opustily skoro dva miliony jeho obyvatel. Navzdory zčásti vylidněnému hlavnímu městu ruské útoky i v následujících týdnech přinášely civilní oběti. Při raketovém útoku na nákupní centrum 21. března zahynulo minimálně 8 lidí.

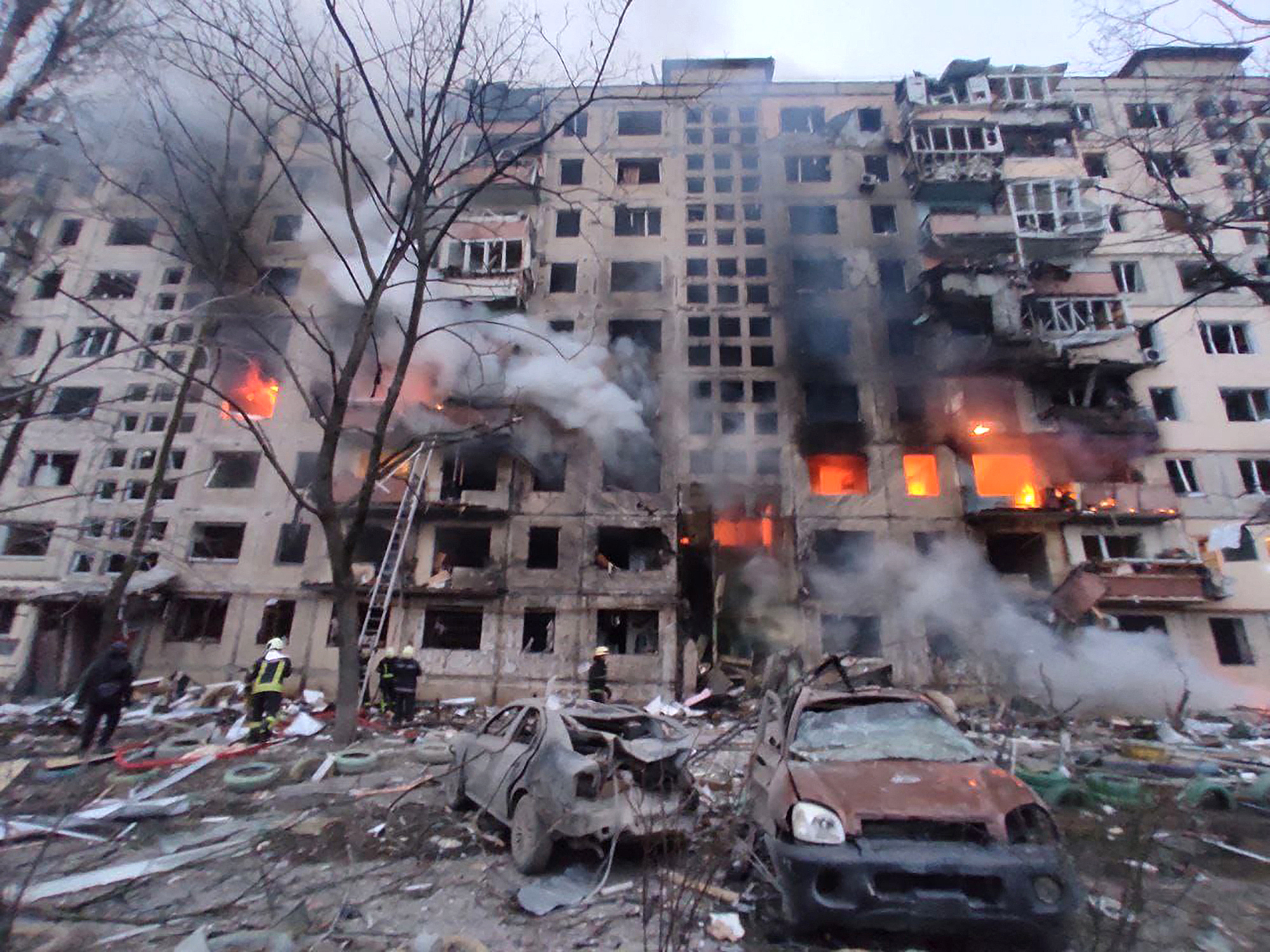
Nálet na ulici Bohatyrska, 14. března

Ruské údery na hlavní město neskončily ani po stažení ruských jednotek od Kyjeva. Útoky se zintenzivnily během ruské kampaně proti ukrajinské civilní infrastruktuře na podzim a v zimě 2022/23, které měly podkopat morálku obyvatelstva. K výraznému posílení protivzdušné obrany došlo na jaře 2023, kdy byly na Ukrajinu dodány první mobilní systémy Patriot. Ukrajinská armáda si následně v květnu nárokovala sestřelení několika dle Rusů nesestřelitelných hypersonických střel Kinžal.

### Bučský masakr
Ukrajinské úřady těsně po ruském ústupu z oblasti informovaly o nalezení vysokého množství zabitých civilistů a masových hrobů ve městě Buča poblíž Kyjeva, které bylo okupováno ruskou armádou. Dle prvotních zpráv bylo nalezeno přes 300 těl, číslo však do srpna 2022 stouplo až na 458. Událost, která vyvolala silnou mezinárodní reakci, byla ruskými představiteli navzdory existenci satelitních snímků pořízených během okupace popírána.

## Externí odkazy

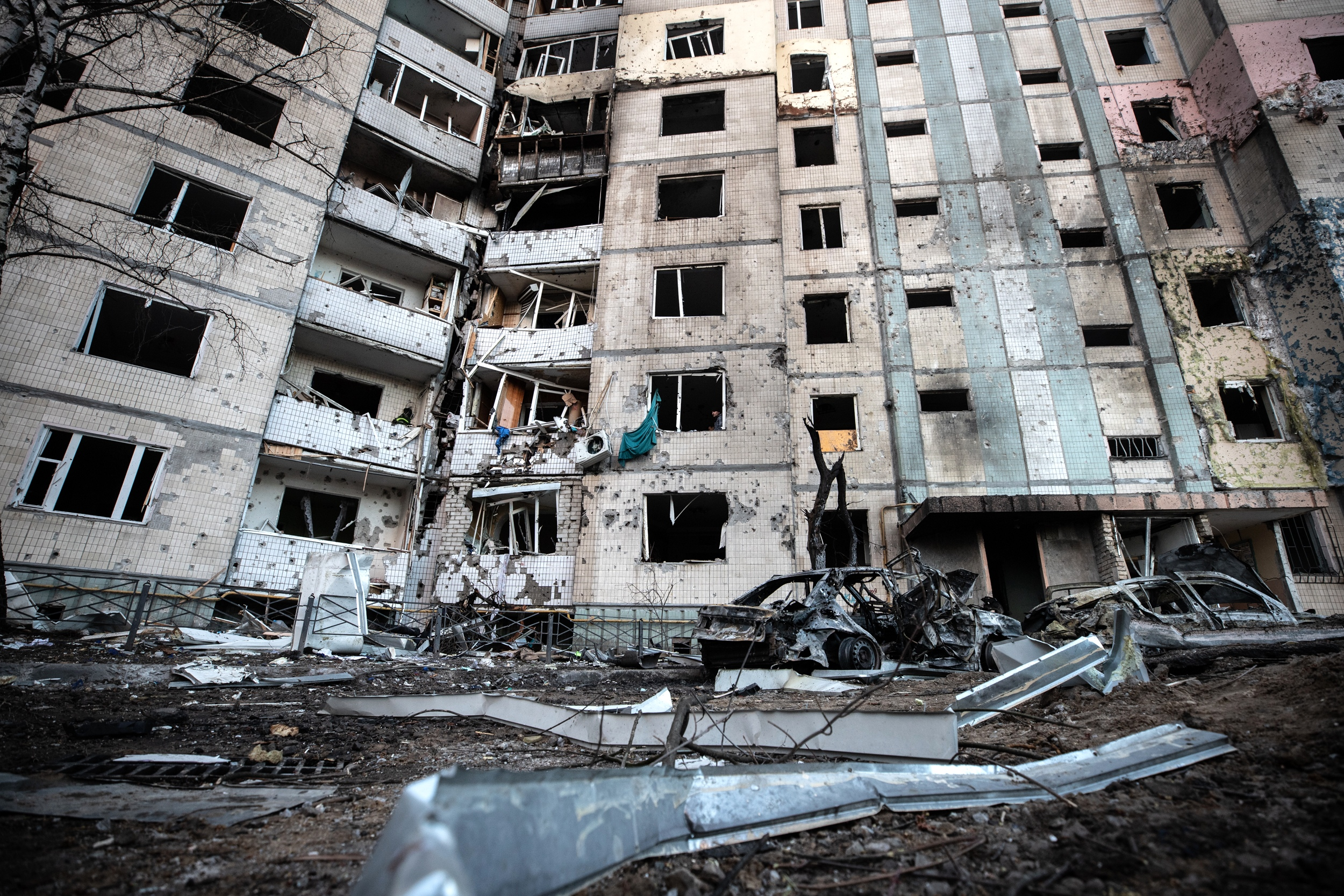
Zničený dům 20. března